# NGC 6390
NGC 6390 је спирална галаксија у сазвежђу Змај која се налази на NGC листи објеката дубоког неба.
Деклинација објекта је + 60° 5' 40" а ректасцензија 17h 28m 28,1s. Привидна величина (магнитуда) објекта NGC 6390 износи 13,7 а фотографска магнитуда 14,5. NGC 6390 је још познат и под ознакама UGC 10881, MCG 10-25-47, CGCG 300-40, KAZ 141, PGC 60356.